# Els Plans (Canillo)
Els Plans és un nucli de població oficial o veïnat de la parròquia de Canillo, al Principat d'Andorra. L'any 2023 tenia 38 habitants.

## Geografia
El poble dels Plans es troba localitzat al centre geogràfic de la parròquia de Canillo, al nord-oest d'Andorra.

## Demografia[3]
| Gràfica d'evolució de Els Plans entre 1991 i 2021 |
|                                                   |